# Manettia discolor
Manettia discolor är en måreväxtart som beskrevs av Paul Carpenter Standley och Julian Alfred Steyermark. Manettia discolor ingår i släktet Manettia och familjen måreväxter. Inga underarter finns listade i Catalogue of Life.